# Eurytoma rubribacca
Eurytoma rubribacca är en stekelart som beskrevs av Bugbee 1968. Eurytoma rubribacca ingår i släktet Eurytoma och familjen kragglanssteklar. Inga underarter finns listade i Catalogue of Life.